# Покровский, Александр Васильевич
Алекса́ндр Васи́льевич Покро́вский (1886—1963) — советский актёр и театральный деятель, заслуженный деятель искусств РСФСР (1957).

## Биография
Родился 9 марта (21 марта по новому стилю) 1886 года.
Учился на драматическом отделении Московского филармонического училища в 1908—1911 годах. Начинал актёрскую деятельность, играя в театрах Тулы, Оренбурга, Архангельска, Севастополя, Казани, Саратова и Тифлиса.
Во время Гражданской войны в России, в 1919—1921 годах, был начальником клубно-театрального отделения Политотдела 10-й и 11-й армий РККА. Член РКП(б)/КПСС с 1919 года.
С 1920-х годов Покровский находился на профсоюзной работе в профсоюзе работников искусств (РАБИС): в 1923—1925 годах — заместитель председателя Грузрабиса, член Президиума (1925—1928) и председатель (1937—1939) Мосгубрабиса, член Президиума (1926—1952) и председатель (1940—1947) ЦК Рабис.
С 1930 года был директором московских театров «Комедия» (1930—1933), Театра оперетты (1933—1937), оперного Театра им. Станиславского (1939—1940), Музыкального театра им. Станиславского и Немировича-Данченко (1947—1948). В 1948—1963 годах был заместителем председателя Президиума Совета Всероссийского театрального общества.
Умер 1 июля 1963 года в Москве. Похоронен на Новодевичьем кладбище (8 участок, 30 ряд).